# Emil Naumann
Emil Naumann,  född den 8 september 1827 i Berlin, död den 23 juni 1888 i Dresden, var en tysk musiker och skriftställare. Han var son till Moritz Naumann. 
Naumann studerade 1843–1844 för Mendelssohn vid Leipzigs konservatorium, gjorde sig känd genom några större vokalverk (Christus, Die Zerstörung Jerusalems, operan Judith), en uvertyr Loreley samt smärre kompositioner, utnämndes 1856 till hovkyrkomusikdirektör i Berlin och utgav psaltarpsalmer för det evangeliska kyrkoåret. Han förvärvade filosofie doktorsgrad och erhöll professors titel efter utgivandet av boken Die Tonkunst in der Kulturgeschichte (1869–1870), varpå följde Deutsche Tondichter (1871; många upplagor) och Nachklänge (1872). År 1873 flyttade han till Dresden, där han blev lärare i musikens historia och estetik vid konservatoriet. 
Efter Naumanns död uppfördes hans opera Loreley. Bland hans utgivna skrifter kan vidare nämnas Italienische Tondichter (1876; 2:a upplagan 1883), Zukunftsmusik und die Musik der Zukunft (1877), Illustrirte Musikgeschichte (1880–1885; översatt till flera språk; utgiven i omarbetning av Eugen Schmitz 1908) med flera, "hvilka", skriver Adolf Lindgren i Nordisk Familjebok, "i ett blomstrande och omständligt språk innehålla alltför mycken spekulation och konstruktion vid sidan af sinnrika tankar, men i det hela ganska mycket bidragit till musikhistoriens popularisering och spridande i vida kretsar".